# Hundsbach (Forbach)

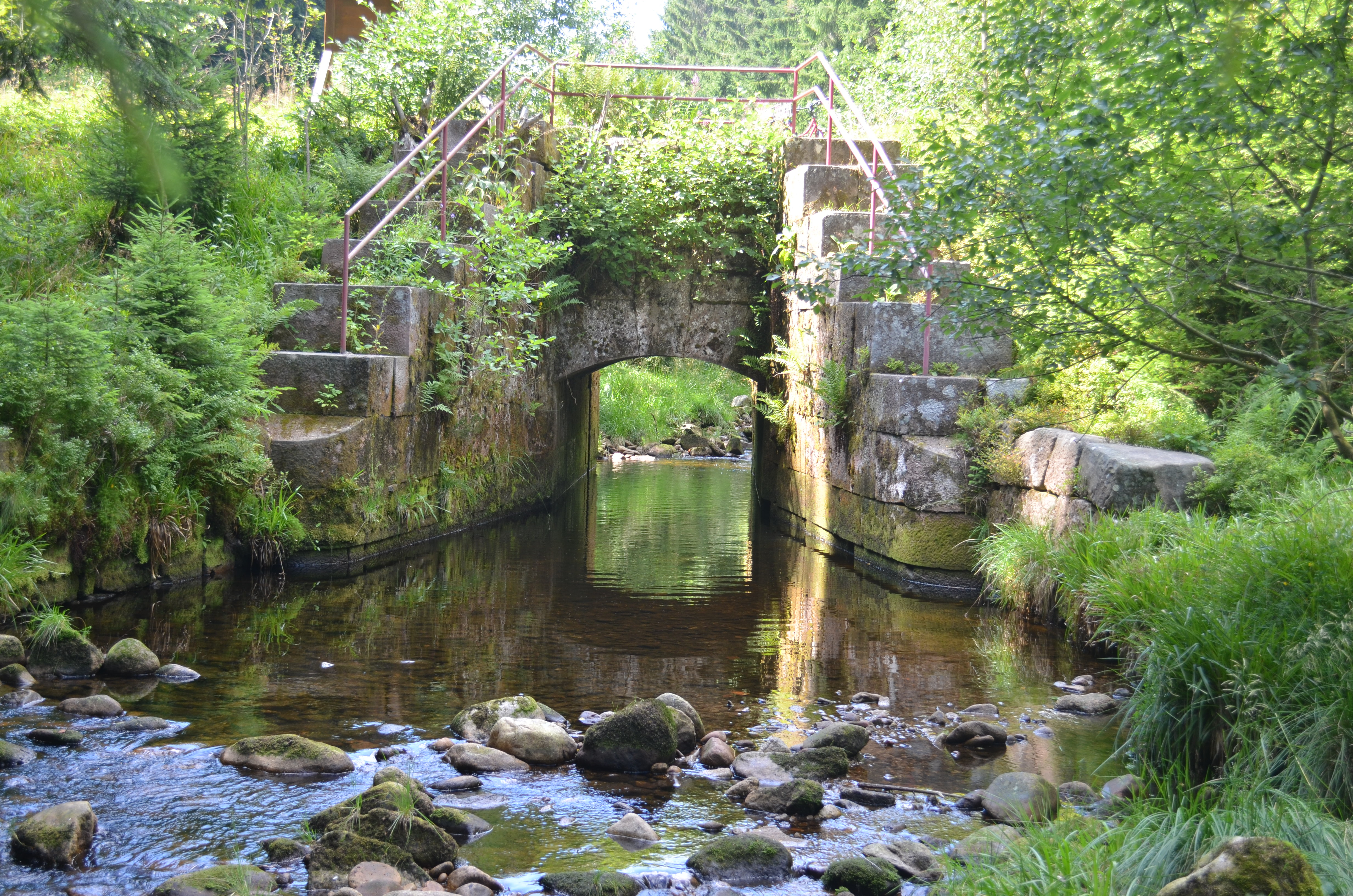
Hundsbach, Biberacher Schwallung (Herzogschwallung)

Hundsbach ist ein Ortsteil der Gemeinde Forbach im Nordschwarzwald. Er liegt zwischen dem nördlichen und dem südlichen Teilbereich des 2014 gegründeten Nationalparks Schwarzwald.

## Geschichte

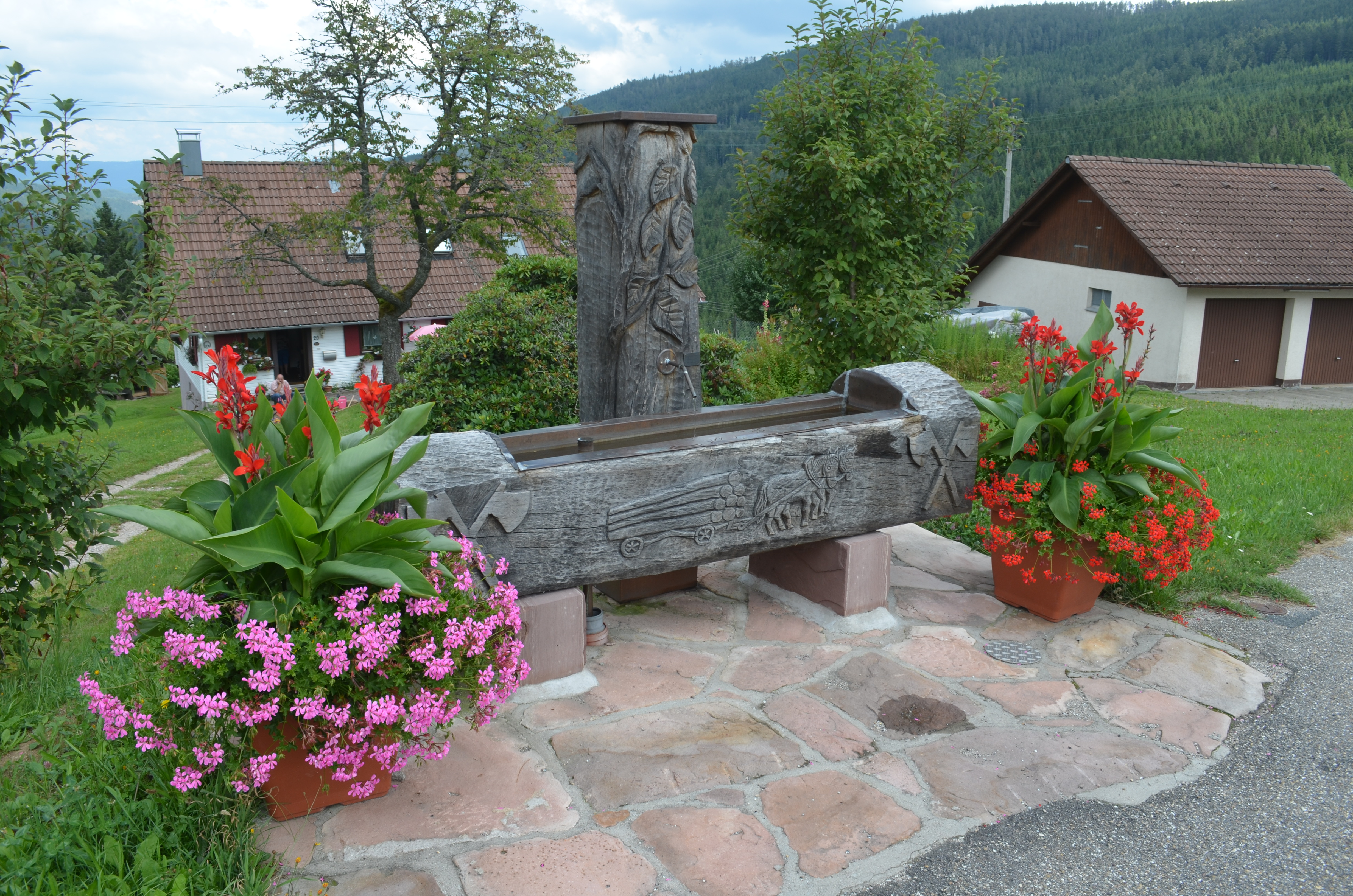
Dorfbrunnen in Hundsbach

Hundsbach wurde 1745 vom Hofglaser und Ankerwirt Franz Anton Dürr aus Rastatt gegründet. Dürr handelte als Generalunternehmer im Auftrag der badischen Regierung.  
Das Waldgebiet rund um die Bäche Hundsbach, Greßbach, Biberach und Raumünz war bis dahin aufgrund der erschwerten Zugänglichkeit und Transportmöglichkeiten kaum waldwirtschaftlich erschlossen und versprach aber durch seinen alten Baumbestand reiche und gewinnbringende Holzeinschläge. Vermutlich gab es zuvor dort schon vereinzelte Siedler wie Köhler, Pottaschbrenner oder Harzer (Beruf). Im Zuge des sog. „Hundsbacher Akkordes“ von 1745 erfolgte die Gründung einer Kolonie mit 16 Wohnungen, da die Waldnutzung aufgrund der Abgeschiedenheit des Gebietes anders nicht effektiv zu bewerkstelligen war. Es wurde bewusst keine neue Gemeinde geschaffen, sondern nur eine vorübergehende Bleibe für die Holzmacher und deren Familien, mit dem Ziel, die Siedlungen nach Ausbeutung der Waldungen wieder aufzulösen und die Kolonisten wieder dorthin zurückzuschicken, wo sie hergekommen waren.
Die Waldungen bilden heute den Staatswald Herrenwies. Er besteht aus 3 ehemals getrennten Waldungen, dem Lehenwald, dem Bärensteiner Wald und den bei der Aufteilung der Windecker Genossenschaftswaldungen dem badischen Staat zugefallenen Teilen dieser Waldungen.
Die Floßbarmachung der Raumünz (zunächst Brennholz) und der Ausbau der Murg brachten die Voraussetzung für das Verflößen von Langholz („Holländerholz“) aus den Waldkolonien. Die Errichtung diverser Schwallungen erfolgte zum Triften des eingeschlagenen Holzes (z. B. Herzog-Schwallung, die nach ihrem Erbauer, einem Kolonisten namens Herzog benannt wurde). Innerhalb von 30 Jahren wurden 850.000 fm auf 1700 ha Fläche eingeschlagen. Um 1800 war das Gebiet weitgehend ausgebeutet (Kahlschlag).
Ab 1744/45 bestand eine Kapelle in Herrenwies und wurde die seelsorgerische Betreuung durch den Kapuzinerorden Baden-Baden durchgeführt. Seit 1751 erfolgte die Führung eines Kirchenbuches in Herrenwies. Bis zur Errichtung einer eigenen Kapelle 1858 mussten die Hundsbacher Kolonisten die Herrenwieser Kirche besuchen, was einen Fußmarsch von 2 Stunden erforderte.

### Einwohnerentwicklung
- 1751: ca. 120
- 1784: 204
- 1844: 446
- 1850: 404[6]
- 1854: 307
- 1979: 540
- 1999: 343[5]
- 2024: 250

Die Herkunftsgebiete der Bewohner waren überwiegend der Mittlere Schwarzwald (Ortenau, Kinzigtal), Alpenländer (Tirol, Kärnten, Schweiz) und der Südschwarzwald. Ursprüngliche Berufe der Zugezogenen waren Holzmacher, Bergleute, Flößer, Glasmacher und Pottaschenbrenner.
Namen von Kolonisten, die z. T. heute noch dort zu finden sind: Herrmann, Schnurr, Wacker, Albrecht, Bauknecht, Enzmann, Herzog, Wirth, Hettich, Wasmer, Weißer, Rauber, Relisperger, Burckert, Schrady, Schilli, Wunsch, Geißert, Müller, Schoch, Braunegger, Hils, Rosenfelder, Hug, Wiedholz, Siegwarth, Künstle, Fehser, Horcher, Schmidt.
Seit 1930 gehören die ehemaligen Kolonien Hundsbach, Erbersbronn und Herrenwies zur Gemeinde Forbach. Der Koloniestatus wurde aber erst 1970 aufgehoben und die Bodenzinsgüter abgeschafft.

### Leben in den Waldkolonien im 18./19. Jahrhundert
Grund- und Boden gehörten der Forstverwaltung. Die Bewohner zahlten Bodenzins, die Hütten und Häuser mussten sie selbst errichten.
Die Kolonien waren nicht gedacht zur dauerhaften Ansiedlung, sondern nur bis zum Ende der Waldausbeutung; die Forstverwaltung versuchte daher mit allen Mitteln, die Anzahl der Bewohner zu begrenzen (Reglementierung von Heirat, Zuzug, Vererbung).
Dennoch vermehrten sich die Bewohner und lebten teilweise in „wilden“ Ehen, weil ihnen die Erlaubnis zur Heirat versagt wurde.
Die Einwohnerzahl wuchs stetig, ohne dass mehr Wohnraum bzw. Verdienstmöglichkeiten geschaffen wurden, was Verelendung, Krankheiten und Seuchen zur Folge hatte. Durch die Auswanderung zahlreicher Kolonisten wurde die Situation entschärft.
Seit 1870 wurden im Großherzogtum Baden viele Beschränkungen bezüglich Heirat aufgehoben und die standesamtliche Ehe eingeführt. Danach war es u. a. möglich, ohne Nachweis eines entsprechenden Vermögens und ohne Genehmigung durch die Forstverwaltung zu heiraten. Hiermit war auch das Problem der wilden Ehen gelöst und die Chance für die Kinder geschaffen, in geordneten Verhältnissen aufzuwachsen.

### Auswanderungen
Ab 1850 gab es eine größere Zahl von Auswanderungen, die größtenteils durch das Großherzogtum Baden finanziert wurde, um der Übervölkerung der Waldkolonien und dem daraus entstandenen Elend abzuhelfen, und vor allem die Sozial-Folgekosten zu vermeiden. Die Verarmung und Verschuldung der Kolonisten war dergestalt, dass wohl keiner von ihnen in der Lage war,  die Transportkosten nach Übersee (wohin die meisten emigrierten) selbst zu bezahlen; die Kosten wurden 1851 mit 95 Gulden je Person veranschlagt (80 Gulden Transportkosten bis New York und 15 Gulden Handgeld). Zum Vergleich: Der Taglohn eines Waldarbeiters betrug zu der Zeit etwa 48 – 60 Kreuzer (= 1 Gulden), und nicht jeden Tag gab es Arbeit. Die Behörden sahen in der Finanzierung der Auswanderung die einzige Möglichkeit, die missliche Lage der Waldkolonien zu verbessern, da die Verdienstmöglichkeiten dort bei weitem nicht ausreichend waren, so viele Leute zu ernähren. Und andere Gemeinden in der Umgebung waren in ähnlicher Lage, d. h. übervölkert, und wollten oder konnten keine weiteren Personen aufnehmen.
Viele Nachfahren finden sich in der heutigen Stadt Manitowoc in Wisconsin (USA) 
Vom Schicksal der Ausgewanderten weiß man insbesondere von denjenigen, die nach Manitowoc ausgewandert sind, dass sie dort rasch Arbeit fanden und sich nach einiger Zeit Grundstücke kaufen und Farmen gründen konnten. Auch solche, die von den Forstbehörden (teils in abfälliger Weise) aufgrund ihrer wirtschaftlichen oder familiären Verhältnisse oder wegen mangelnder Gesundheit auf die Liste der bevorzugt zur Auswanderung geeigneten Personen gesetzt wurden, haben Fuß gefasst, Familien gegründet und sind dort alt geworden.

## Verwaltung im 19. Jahrhundert
Wie viele badische Ortschaften, wurde Hundsbach und Herrenwies über die Stabhalterei verwaltet.
Der jeweilige Stabhalter wurde jährlich von der Bevölkerung gewählt und hatte in etwa die Position eines heutigen Bürgermeisters.
Aus den Standesbüchern ermittelte Stabhalter waren:
- 1836 Mathias Herrmann, als Bürgermeister bezeichnet (⚭ Barbara verw. Wirth/Würth geb. Siegwarth)
- um 1843 Franz Sigwardt (⚭ Maria Anna Schnurr)
- 1848 Benedikt Hermann (⚭ Maria Anna verw. Sigwardt geb. Schnurr)
- 1874 Mathias Enzmann

## Wirtschaft und Infrastruktur
War die Waldkolonie bis Mitte des 19. Jahrhunderts noch ausschließlich von der Waldwirtschaft abhängig, so veränderten sich die Erwerbsmöglichkeiten mit zunehmender Erschließung der Region durch neu gebaute Straßen. Insbesondere die Anbindungen von Hundseck über Hundsbach und Erbersbronn ins Murgtal (ab 1830) und über den Sand ins Bühlertal (ab 1846) brachten zum einen zusätzlichen Verdienst im Wegebau und zum anderen die Anbindung an die Wirtschaftsräume Bühl und Gaggenau. Im 19. Jahrhundert gab es einen Holzschnefler, Korbmacher und Schindelmacher, sowie einen Krämerladen mit Mühle. Im Laufe der Zeit kamen durch die verbesserte Verkehrsanbindung auch Touristen ins Dorf. Hundsbach entwickelte sich zum Luftkurort. Kurheime, Restaurants und Fremdenzimmer wurden errichtet. Nicht zuletzt der Bau der Schwarzwaldhochstraße ab den 1930er Jahren und die zunehmende Motorisierung der Bevölkerung führte zu einem Aufschwung der Wirtschaft auch in den lange Zeit isolierten Waldkolonien.
Heute (2024) gibt es in Hundsbach noch mehrere Ferienwohnungen und -häuser, Pensionen und Vereinsheime.
Hundsbach ist nach Herrenwies der am zweithöchsten gelegene Ortsteil von Forbach. Mit seiner Lage unterhalb der Schwarzwaldhochstraße, am Fuß der Hornisgrinde, eignet er sich als Ausgangspunkt für Wanderungen und Mountainbike-Touren in die Umgebung. Im Ort finden sich auch ausgeschilderte Nordic-Walking-Strecken. Im Winter gibt es ein Loipenangebot und einen kleinen Skilift.
Von den einstigen Kurhotels ist Stand 2024 nicht mehr viel übrig geblieben. Initiativen wie z. B. der Verein Kulturerbe Schwarzwaldhochstraße e. V. bemühen sich derzeit um die Wiederbelebung des Tourismus in der Region.

### Vereine
- Skiclub Hundsbach[11]
- Musikverein Hundsbach[12]
- Narrenverein Hundsbacher Tannenhexen[13]

## Persönlichkeiten
- Karl Borromä Bauknecht (1856–1930), Volksdichter[14]
- Manfred Gotta (* 1947), Unternehmer und Werbetexter, ansässig in Hundsbach
- Hubert Schnurr (* 1955), Oberbürgermeister von Bühl